# Pont de Grand Glaize
Le pont de Grand Glaize est un pont à poutres, situé sur l'U.S. Route 54 dans le comté de Camden au  Missouri, États-Unis. Implanté à Osage Beach, dont il relie deux parties de la ville, il franchit le lac des Ozarks, au niveau de Grandglaize Creek. Sa construction démarre en mars 1930 et s'achève en janvier 1931, lors de la construction du barrage de Bagnell. Le pont est remplacé par un nouvel édifice construit dès 1984 et achevé en 1995.

## Source de la traduction
- (en) Cet article est partiellement ou en totalité issu de l’article de Wikipédia en anglais intitulé « Osage Beach, Missouri » (voir la liste des auteurs).